# Castille Landon

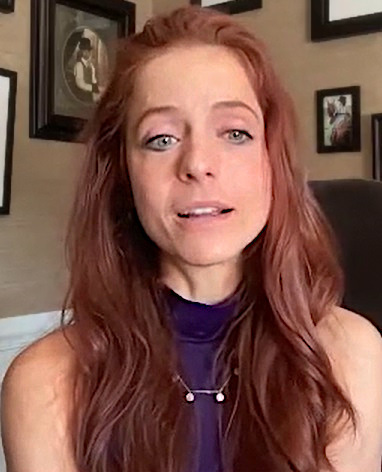
Castille Landon im Jahr 2024

Castille Landon (* 2. Oktober 1991 in Bradenton, Florida) ist eine US-amerikanische Schauspielerin, Filmregisseurin und Drehbuchautorin.

## Leben
Castille Landon wurde 1991 als Tochter der Filmproduzentin Dori A. Rath geboren.
Ab dem Jahr 2007 trat sie als Schauspielerin in Fernsehproduktionen in Erscheinung. Ab dem Jahr 2013 folgten größere Rollen in Filmen wie Ass Backwards – Die Schönsten sind wir, X/Y, Among Ravens und Land of Leopold. 
2014 inszenierte Landon einen ersten Kurzfilm als Regisseurin. 2016 übernahm sie die Regie des Fantasyfilms Albion: Der verzauberte Hengst. 2021 drehte sie den Psychothriller Fear of Rain. Danach übernahm Landon die Regie der Filme After Love, After Forever und After Everything, die auf den Romanen von Anna Todd basieren. Zu Albion: Der verzauberte Hengst, Fear of Rain und After Everything schrieb sie auch das Drehbuch.

## Filmografie
Schauspielerin
- 2007: Ghost Whisperer – Stimmen aus dem Jenseits (Ghost Whisperer, Fernsehserie, Episode 2x13)
- 2007: Tell Me You Love Me (Fernsehserie, Episode 1x04)
- 2011: Workers' Comp (Fernsehfilm)
- 2013: Ass Backwards – Die Schönsten sind wir (Ass Backwards)
- 2014: Criminal Minds (Fernsehserie, Episode 9x20)
- 2014: X/Y
- 2014: Among Ravens
- 2014: Land of Leopold
- 2014: The Sex Teacher (Sex Ed)
- 2015: Paradise, FL
- 2015: Wind Walkers – Jagd in den Everglades (Wind Walkers)
- 2016: Albion: Der verzauberte Hengst (Albion: The Enchanted Stallion)
- 2016: A Housekeeper's Revenge (Fernsehfilm)
- 2016: Arlo: The Burping Pig
- 2017: Apple of My Eye
- 2017: New York Normal (Fernsehfilm)
- 2019: The Favorite
- 2021: Lady of the Manor

Regisseurin
- 2014: Swipe Right (Kurzfilm)
- 2016: Albion: Der verzauberte Hengst (Albion: The Enchanted Stallion)
- 2017: Apple of My Eye
- 2021: Fear of Rain
- 2021: After Love (After We Fell)
- 2022: After Forever (After Ever Happy)
- 2023: Perfect Addiction
- 2023: After Everything

Drehbuchautorin
- 2016: Albion: Der verzauberte Hengst (Albion: The Enchanted Stallion)
- 2017: Apple of My Eye
- 2021: Fear of Rain
- 2023: After Everything